# Metacirolana chemola
Metacirolana chemola is een pissebed uit de familie Cirolanidae. De wetenschappelijke naam van de soort is voor het eerst geldig gepubliceerd in 2005 door Schotte & Kensley.